# Witdoeke
Die Witdoeke, auch wit doeke, war eine paramilitärisch organisierte Bürgerwehr schwarzer Einwohner in den Townships um Kapstadt während der Zeit der Apartheid in Südafrika. Der aus dem Afrikaans stammende Name bedeutet „Weiße Tücher“ und bezog sich auf die weißen Schals, welche die Angehörigen als Erkennungszeichen auf dem Kopf oder am Arm trugen.
Die Witdoeke entstand Mitte der 1980er Jahre und war vor allem in den Townships Crossroads, Nyanga und Gugulethu aktiv. Ihre Mitglieder beteiligten sich an der gewaltsamen Räumung von Siedlungen, die von den staatlichen Behörden als illegal angesehen wurden. Dabei wurden sie teilweise von der südafrikanischen Armee und der Polizei des Landes unterstützt und ausgerüstet, da sie politisch konservativ orientiert waren und sich damit gegen die Aktivitäten des African National Congress und der United Democratic Front richteten. Hauptgegner der Witdoeke waren insbesondere radikale Jugendliche, die mit diesen Anti-Apartheid-Organisationen sympathisierten und als comrades (Kameraden) bezeichnet wurden. Die staatlichen Sicherheitskräfte unterließen es, diese Auseinandersetzungen zwischen den verschiedenen schwarzen Gruppen zu beenden oder zu verhindern.
Der südafrikanische Literaturnobelpreisträger J. M. Coetzee beschreibt in einer Szene seines 1990 erstmals erschienenen Romans Age of Iron („Eiserne Zeit“), wie die weiße Protagonistin Zeugin von Gewaltakten der Witdoeke wird.